# Gaius
Gaius (působil patrně mezi léty 130 a 180) byl římský právní teoretik a učitel práva.
O jeho životě se ví velmi málo, dokonce není známo ani jeho plné jméno, protože patrně žil v provincii a tudíž se o něm vůbec nezmiňují jeho současníci. Teprve citační zákon císařů Theodosia II. a Valentiniana III. z roku 426 jmenuje Gaia vedle Papiniana, Ulpiana, Modestina a Iulia Paula jako autority, na jejichž názory mají soudci při svém rozhodování brát zřetel.

## Dílo

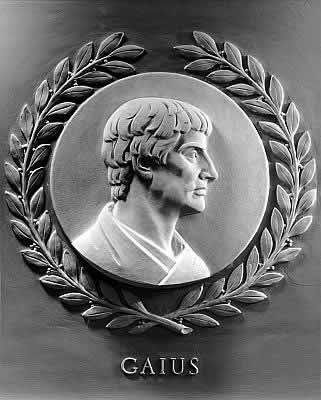
Gaius

Jeho díla vznikala někdy mezi roky 130 a 180, v době největšího rozkvětu a územního rozmachu Římské říše, a jsou tedy cenným svědectvím o tomto období římského práva. Gaius se kromě toho velmi zajímal o starší období římského práva, takže jeho dílo je mimořádně důležitý pramen pro dějiny práva vůbec. Napsal patrně řadu právnických učebnic, komentářů a výkladů k zákonům, včetně Zákona dvanácti desek, které se zčásti zachovaly v citátech jiných autorů a v Digestech Justiniánova Corpus iuris civilis (532).
V plném znění se zachovala pouze Učebnice práva ve čtyřech knihách (Institutionum comentarii) pro začátečníky, z níž pak také v 6. století čerpala justiniánská kodifikace práva. Původní text, který se brzy potom ztratil, byl v roce 1816 nalezen ve Veroně jako palimpsest přepsaný pozdějším textem, a je tak jediným dílem římské klasické jurisprudence, které se dochovalo v původní podobě. Učebnice je rozdělena podle klasického schématu, které možná Gaius už převzal, které se však užívá dodnes:
1. kniha jedná o osobách a jejich právním statusu
2. kniha o věcech a nabývání práv k nim včetně testamentů
3. kniha jedná o netestamentárním dědictví a o povinnostech
4. kniha o procesním právu a procedurách